# Ringeltaube
Die Ringeltaube (Columba palumbus) ist eine Vogelart aus der Familie der Tauben (Columbidae). Sie ist die größte Taubenart Mitteleuropas und besiedelt weite Teile der Paläarktis von Nordafrika, Portugal und Irland nach Osten bis Ostsibirien und Kaschmir. Auffällige Merkmale sind die weißen Flügelbänder und der weiße Halsstreifen. Ringeltauben, im deutschsprachigen Raum auch Waldtauben genannt, bewohnen bewaldete Landschaften aller Art, aber auch Alleen, Parks und Friedhöfe, begrünte Wohngebiete, heute auch bis in die Zentren der Städte. Die Ernährung erfolgt wie bei den meisten Arten der Familie fast ausschließlich pflanzlich. Die Ringeltaube ist je nach geografischer Verbreitung Standvogel, Teilzieher oder überwiegend Kurzstreckenzieher und verbringt den Winter vor allem in West- und Südwesteuropa. Die Art ist trotz der starken Bejagung in vielen Ländern ein häufiger Brutvogel und in Europa nicht gefährdet.

## Beschreibung

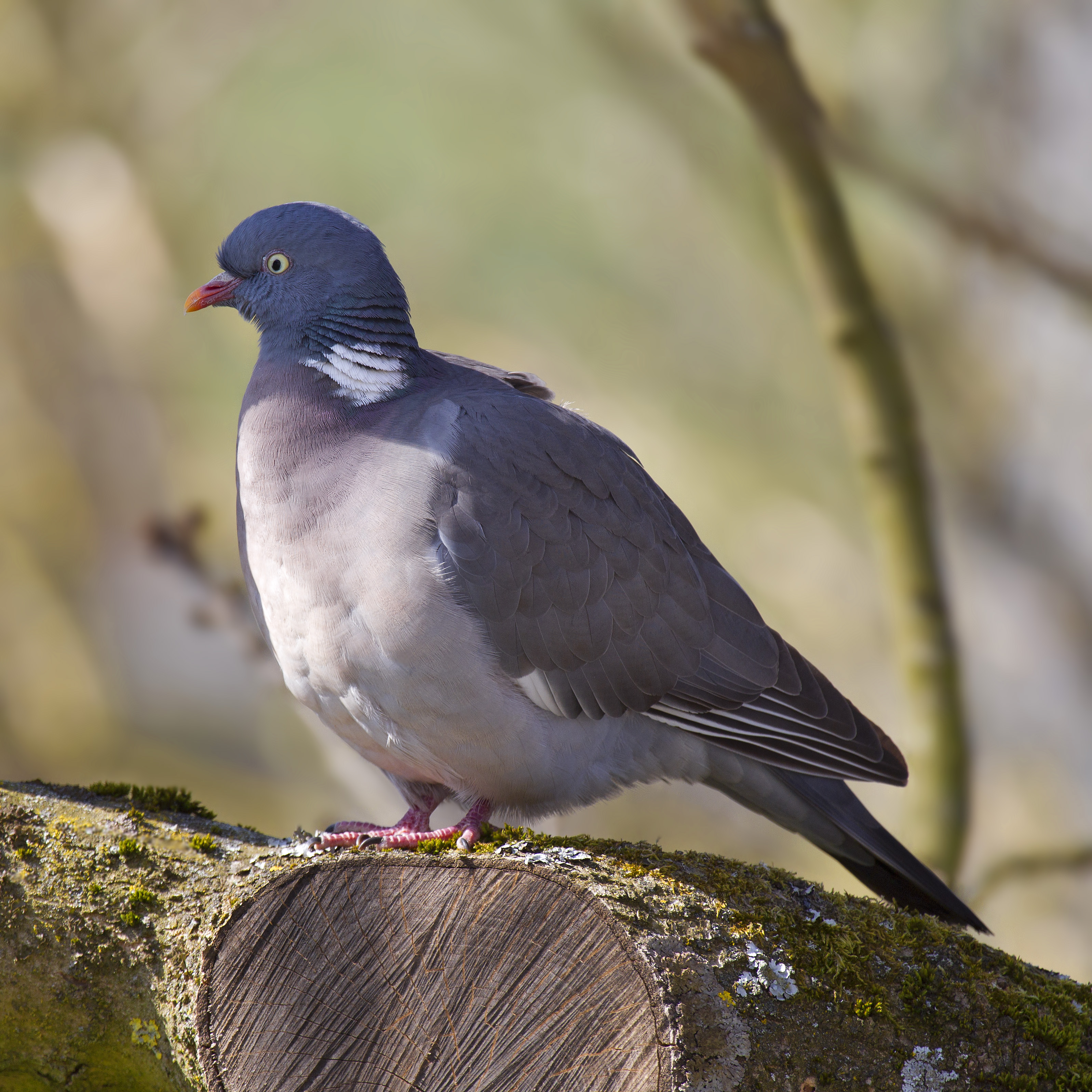
Ringeltaube

Ringeltauben sind große, kräftig gebaute Tauben mit relativ langem Schwanz und recht kleinem Kopf. Mit einer Körperlänge von 38–43 cm und einer Flügelspannweite von 68–77 cm sind sie die größten Tauben Mitteleuropas. Der Geschlechtsdimorphismus ist bezüglich Größe und Gewicht schwach ausgeprägt, Männchen sind etwas größer und schwerer als Weibchen. So hatten frischtote Männchen aus Ostdeutschland eine Flügellänge von 240–267 mm, im Mittel 254 mm; Weibchen erreichten 238–260 mm, im Mittel 249 mm. Das Gewicht unterliegt saisonalen Schwankungen und ist im Herbst und frühen Winter durch die Anlage von Depotfett am höchsten. Zum Beispiel wogen in Südschweden von August bis September gesammelte adulte Männchen 465–613 g, im Mittel 539 g; Weibchen wogen 420–600 g, im Mittel 498 g; von Dezember bis März dort gesammelte Männchen wogen im Mittel 498 g; Weibchen im Mittel 478 g.
Bei adulten Ringeltauben der Nominatform sind der vordere Rücken und der Schulterbereich schiefergrau bis graubraun, der übrige Rumpf ist oberseits blaugrau. Kropfbereich und Brust sind diffus gräulich weinrot, zum Bauch hin wird die Färbung heller und ist vor den Unterschwanzdecken sehr hell grau. Der Kopf ist blaugrau. Auf den Halsseiten und im Nacken befinden sich von oben nach unten ein grünes metallisch schimmerndes Band, dann nur auf den Halsseiten ein weißer Fleck und dann wiederum auf Halsseiten und Nacken ein glänzend purpurrotes Band. Die inneren Armdecken, die großen Handdecken und der Daumenfittich sind schiefergrau. Die Außenfahnen der äußeren Armdecken sind überwiegend weiß und die äußersten Armdecken sind vollständig weiß; hierdurch entsteht ein auffallendes weißes Band auf dem Oberflügel. Die Handschwingen sind schwarzgrau, die Außenfahnen der 1. bis 9. Handschwingen haben einen schmalen, scharf abgesetzten, weißen Saum, dieser Saum ist an der 10. (äußersten) Handschwinge nur diffus ausgeprägt. Die Armschwingen sind überwiegend aschgrau. Die Steuerfedern sind oberseits an der Basis breit blaugrau, dann folgt eine diffuse, hellgraue Subterminalbinde und eine breite schwarze Endbinde.
Der Schnabel ist an der Basis rosa bis rot, am Ende orange bis gelblich mit einer hornfarbenen Spitze. Die fleischige Membran über den Nasenöffnungen ist weiß. Die Beine und Zehen sind hell- bis dunkelrot. Die Iris ist hellgelb.
Die Geschlechter sind äußerlich sehr ähnlich. Weibchen zeigen an der Brust eine weniger starke Rotfärbung und die weißen Flecken an den Halsseiten sind etwas kleiner. Das Dunenkleid der Nestlinge ist hell strohfarben und haarartig. Im Jugendkleid fehlt die grüne, rote und weiße Halszeichnung der adulten Tiere und die Konturfedern haben schmale, hell rotbräunliche Säume. Die Halszeichnung wird bereits bei der Jugendmauser des Kleingefieders ausgebildet, sie erscheint je nach Schlupfdatum des Jungvogels meist zwischen August und Dezember des Geburtsjahres. Die Iris ist bei juvenilen Vögeln gelblich weiß.

## Lautäußerungen
Der Reviergesang ist ein dumpfes, heiseres und nicht sehr lautes Gurren, das mit einem „rúhgu, gugu“ beginnt. Danach folgt ein 2- bis 13-mal, meist aber 4- bis 5-mal wiederholtes fünfsilbiges „rugúgu, gugu“ und schließlich am Ende meist ein kurzes „gu!“. Der Balzruf ist ein kürzeres „grrugu-rú“. Der Revierruf des Taubers wird in der Jägersprache als „Rucksen“ bezeichnet.
Lautäußerung (Ruf) der Ringeltaubeⓘ

## Mauser
Die Jugendmauser ist eine Teilmauser und beginnt bereits in der sechsten oder siebten Lebenswoche. Sie umfasst das Kleingefieder sowie einen Teil der Armschwingen und der Handschwingen. Die Handschwingenmauser beginnt bei der innersten (ersten) Handschwinge und wird im November oder Dezember unterbrochen, bis dahin sind meist die inneren fünf oder sechs Handschwingen erneuert. Die Kleingefiedermauser wird über den Winter fortgesetzt. Die Handschwingenmauser wird im Frühjahr fortgesetzt oder beginnt dann erneut von vorn mit der innersten Handschwinge. Die Steuerfedern werden erst im Alter von vier bis sechs Monaten vermausert.
Die Mauser der adulten Vögel erfolgt als Vollmauser, sie beginnt im März oder April und dauert bis November oder Dezember.

## Verbreitung und Lebensraum

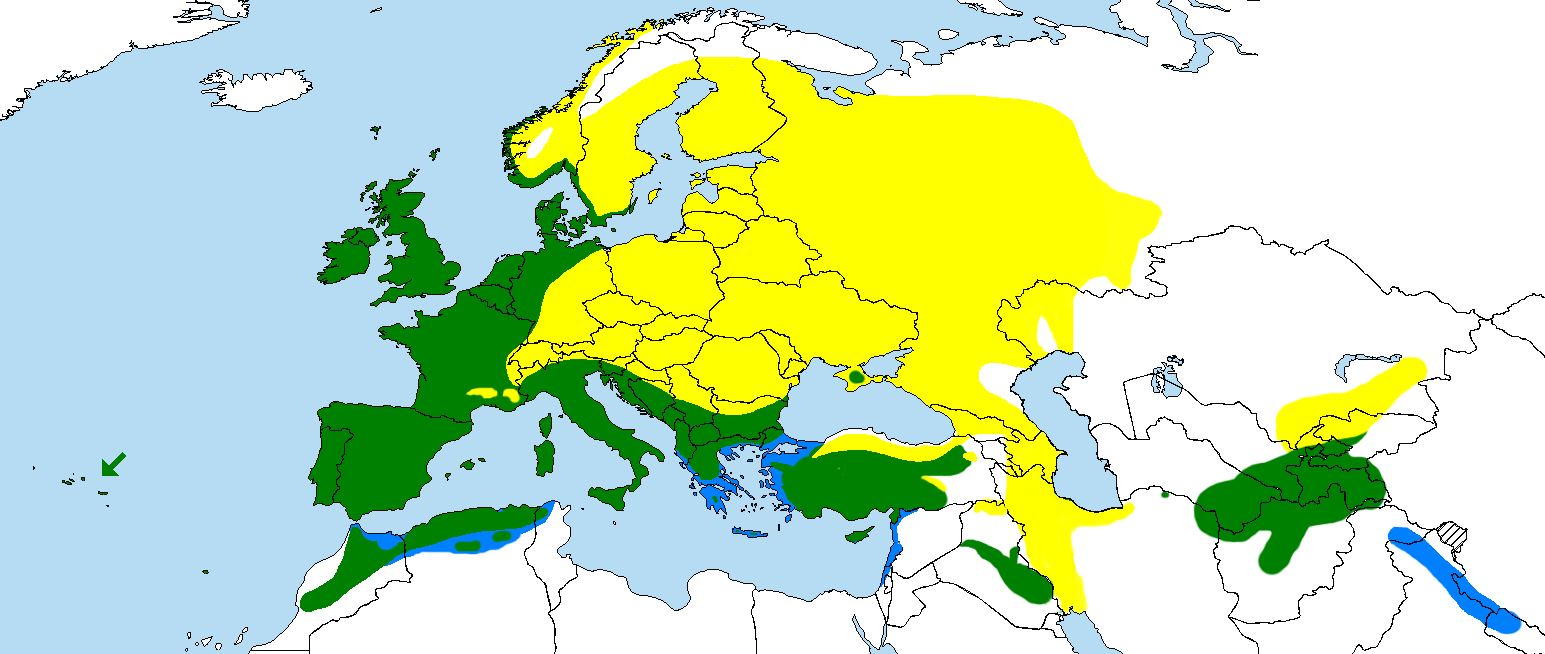
Verbreitung der Ringeltaube: grün = ganzjährig, gelb = Brutgebiete, blau = Überwinterungsgebiete

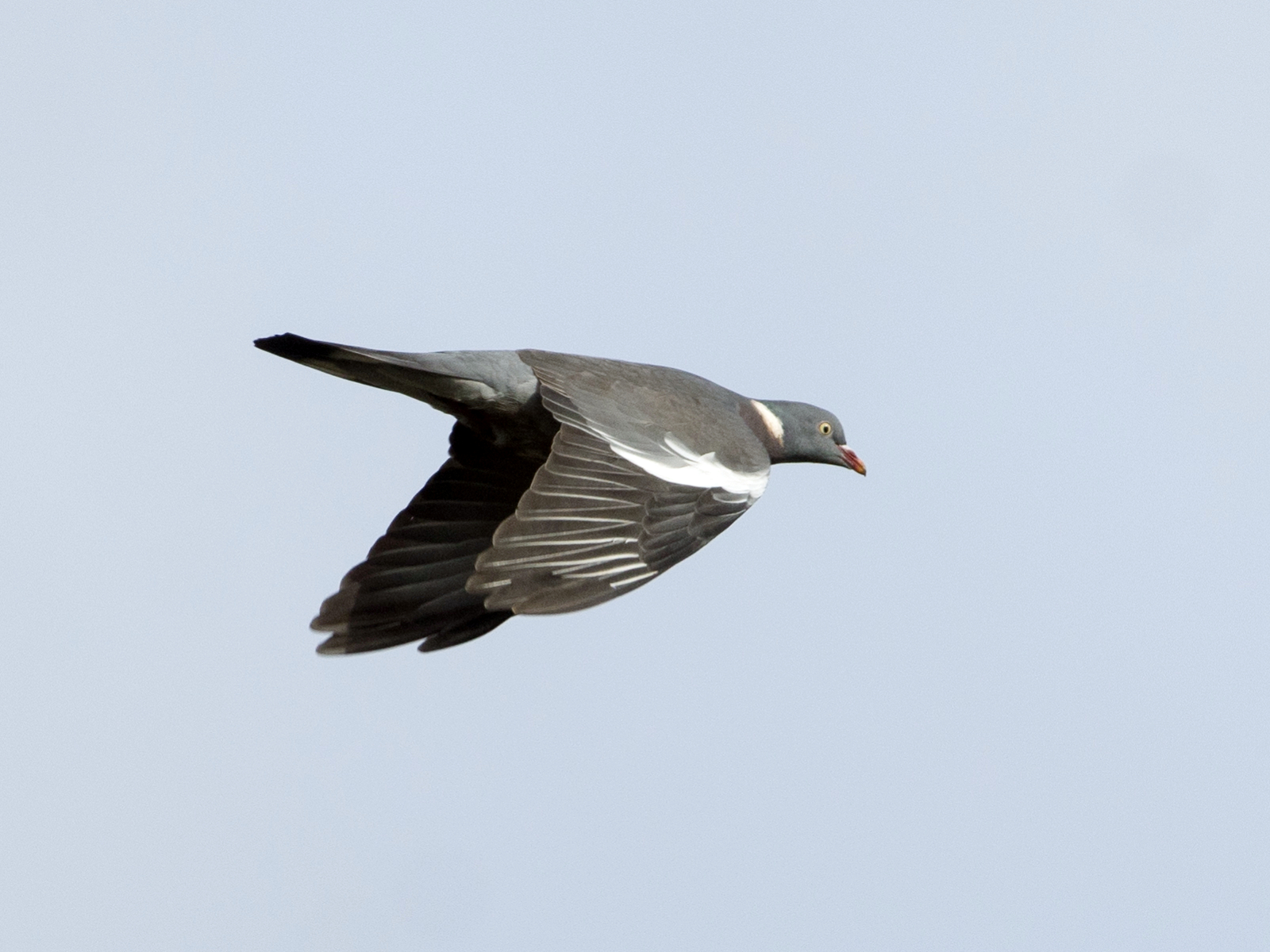
Ringeltaube der Unterart C. p. azorica auf Terceira

Die Art besiedelt weite Teile der Paläarktis von Nordafrika, Portugal und Irland nach Nordosten bis Westsibirien sowie nach Südosten über Kleinasien bis zum Tian Shan und bis Kaschmir. Sie kommt in fast ganz Europa vor und fehlt hier nur im äußersten Norden etwa ab 67 °N.
Ringeltauben bewohnen bewaldete Landschaften aller Art; gegebenenfalls reichen für eine Ansiedlung aber auch einzelne Bäume oder Büsche. Wenn auch diese fehlen, brüten die Tiere z. B. in Dünen, auf Strandwiesen oder in Getreidefeldern auch auf dem Boden. Bruten im besiedelten Bereich sind in Europa mindestens seit 1821 bekannt; heute brüten Ringeltauben in Alleen, Parks und auf Friedhöfen vielfach auch bis in die Zentren der Städte. Die Brutplätze dürfen nicht zu weit von geeigneten Nahrungshabitaten entfernt sein; das sind in Europa heute vor allem landwirtschaftlich genutzte Bereiche wie Grünland und Äcker, aber auch die zur Brut genutzten Wälder und Grünanlagen. Die Nahrungsflüge können sich je nach Angebot auf die Nestumgebung beschränken, aber auch regelmäßig über Entfernungen von 10 bis 15 Kilometer erfolgen.

## Systematik
Eine Arbeit zur inneren Systematik der Gattung Columba und damit auch zu den nächsten Verwandten der Ringeltaube liegt bisher offenbar nicht vor.
Zurzeit werden meist fünf Unterarten anerkannt, von denen zwei auf Inseln endemisch sind. Zwischen den drei kontinentalen Unterarten gibt es fließende (klinale) Übergänge, generell werden die Tiere nach Osten heller und die Flügellänge wird etwas geringer. Die Verbreitungsangaben erfolgen hier nach Glutz von Blotzheim und Bauer:
- Columba palumbus palumbus Linnaeus, 1758: Die Nominatform besiedelt den größten Teil des Verbreitungsgebietes.

- C. p. casiotis (Bonaparte, 1854): Das Brutareal umfasst den Südosten des Iran, Afghanistan und Kaschmir. Die Unterart ist oberseits etwas blasser als die Nominatform, der bei der Nominatform weiße Halsseitenfleck ist kleiner und bräunlich.

- C. p. iranica (Zarudny, 1910): Brutvogel im größten Teil des Iran außer im Südosten, außerdem im angrenzenden Teil Turkmeniens. Die Unterart vermittelt bezüglich ihrer Merkmale zwischen der Nominatform und C. p. casiotis.

- C. p. azorica Hartert, 1905, : Endemit der Azoren. Die Unterart ist insgesamt dunkler als die Nominatform.

- C. p. maderensis Tschusi, 1904: Endemit auf Madeira. Die Unterart ist ebenfalls insgesamt dunkler als die Nominatform.

Die Abtrennung der Ringeltauben Nordafrikas als eigene Unterart C. p. excelsa wird nicht allgemein anerkannt.

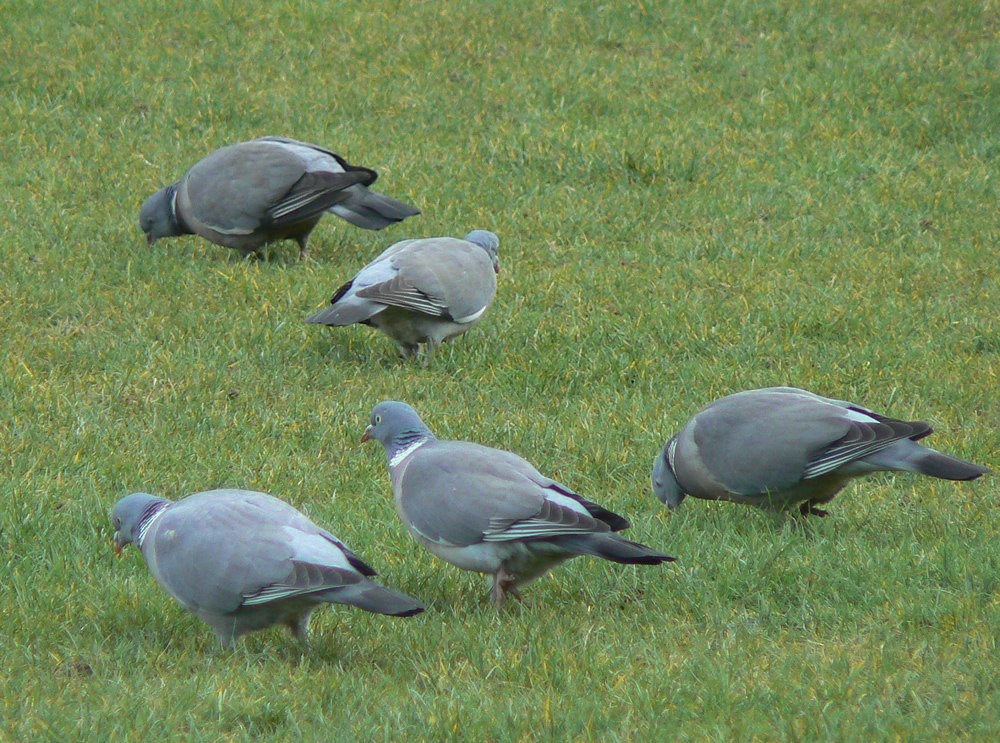
Trupp von Ringeltauben bei der Nahrungssuche auf einer innerstädtischen Rasenfläche

## Ernährung
Die Nahrungssuche erfolgt sowohl auf dem Boden als auch, im Gegensatz zu den anderen mitteleuropäischen Tauben, zu erheblichen Teilen auf Bäumen und Sträuchern. Die Art ist bei der Nahrungssuche außerhalb der Reviere gesellig und bildet hier oft kleine Schwärme. Die Nahrung ist wie bei den meisten Arten der Familie fast ausschließlich pflanzlich. Hauptnahrung sind in Europa Eicheln, Bucheckern und Getreidesamen. Daneben wird jedoch je nach dem lokalen Angebot ein sehr breites Spektrum weiterer Vegetabilien gefressen, dazu zählen grüne Blätter, Knospen und Blüten verschiedener Pflanzen, Beeren und andere Früchte, Wurzelknollen (z. B. Kartoffeln oder Rüben) sowie Eichengallen. Städtische Populationen können sich hauptsächlich von Brot und anderen Backwaren ernähren. Tierische Nahrung wird gelegentlich aufgenommen, am häufigsten offenbar Schildläuse sowie Schmetterlingsraupen und -puppen, vereinzelt auch andere Gliederfüßer und Regenwürmer. Offenbar zur Deckung des Kalkbedarfs werden manchmal kleine Weichtiere, also Muscheln und Schnecken, gefressen.

## Fortpflanzung

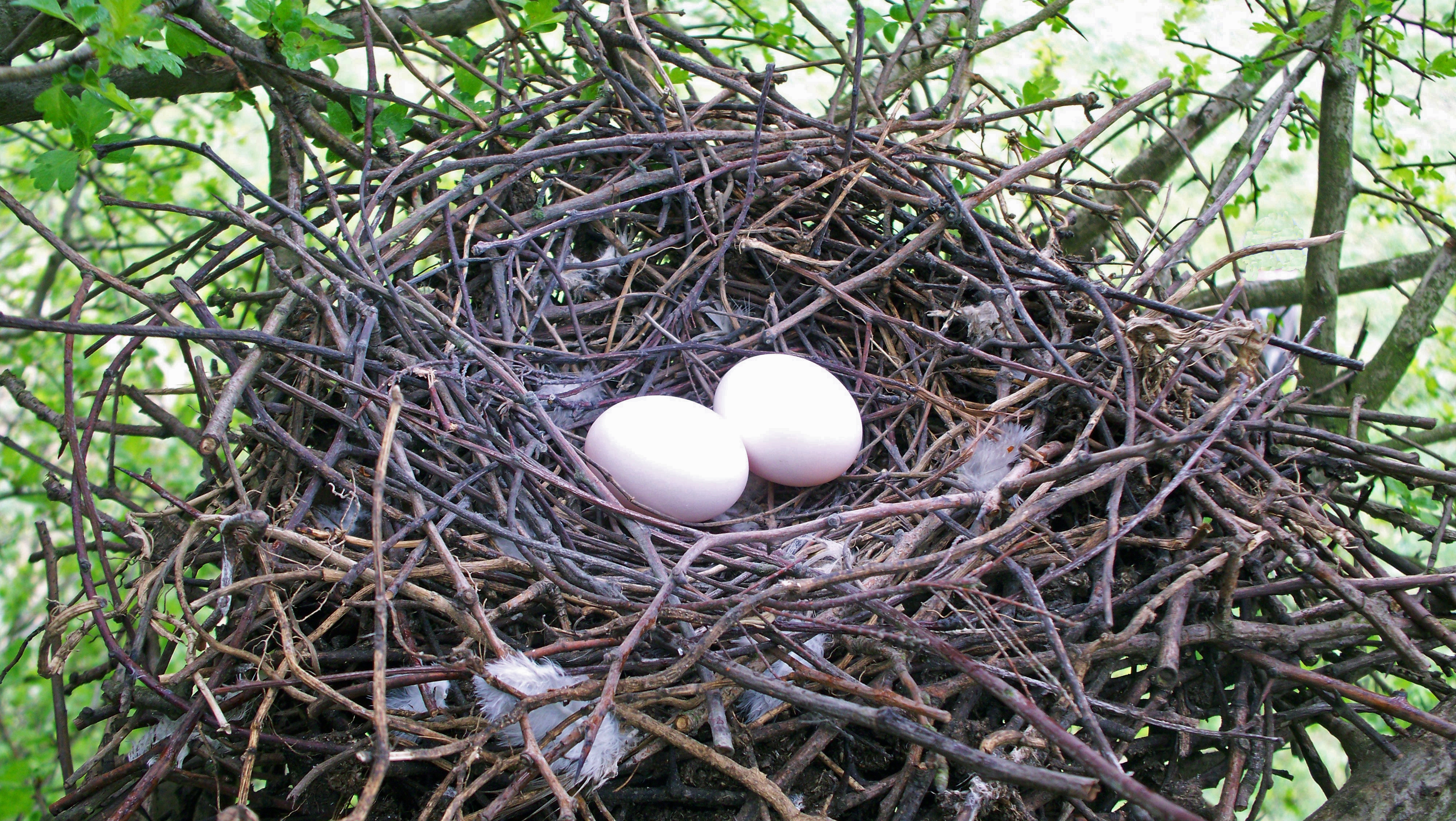
Ringeltaubennest mit Eiern

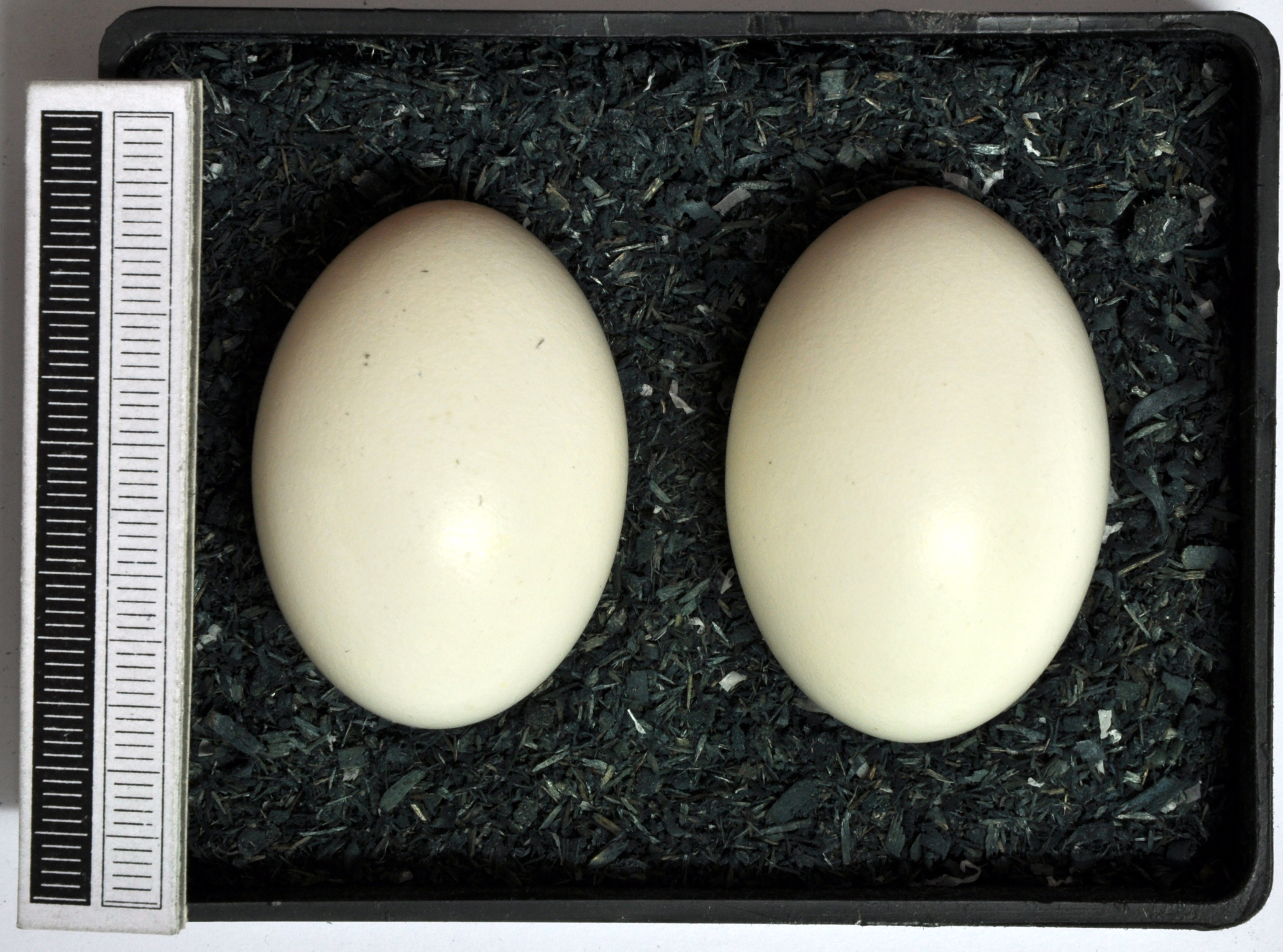
Gelege, Sammlung Museum Wiesbaden

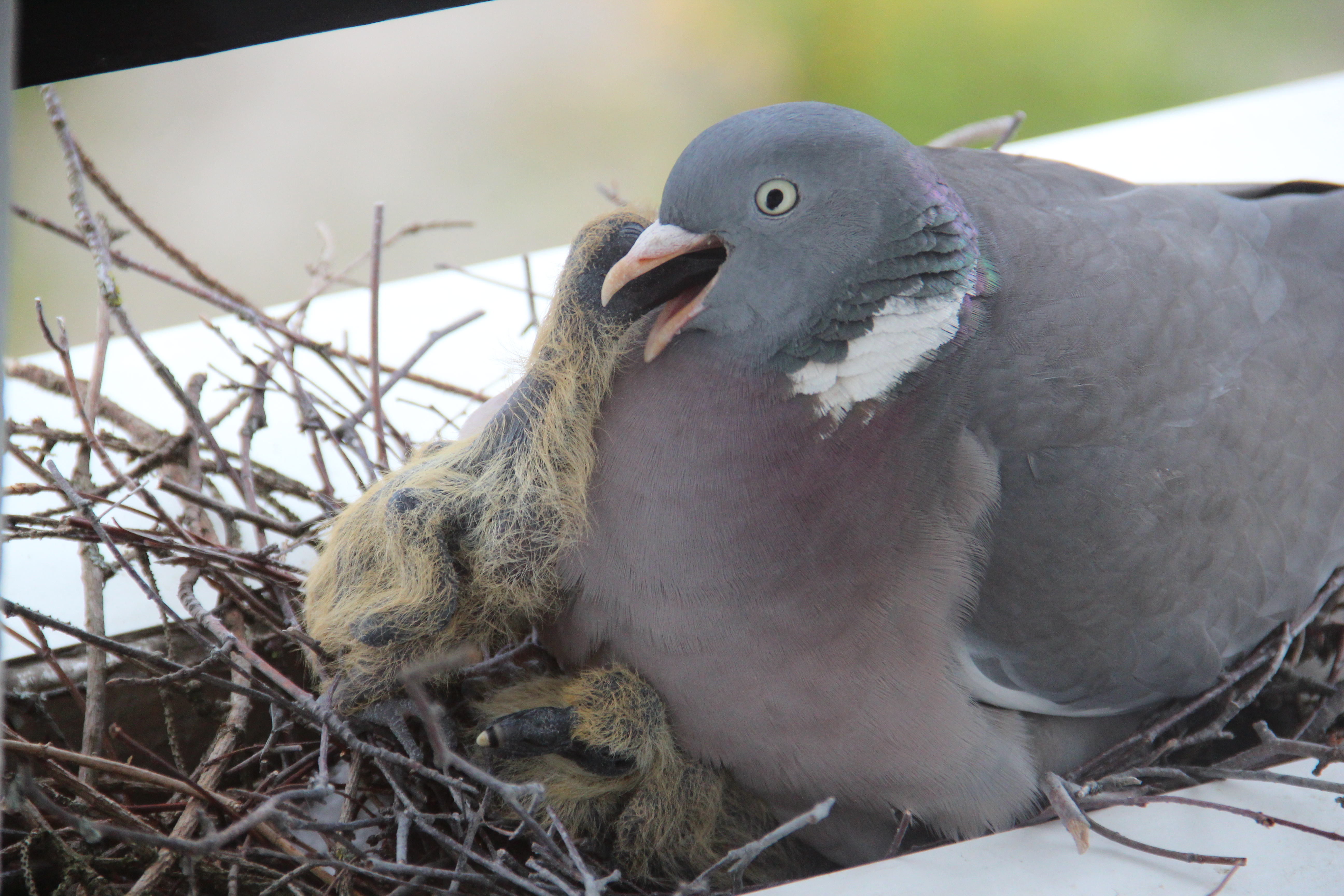
Nestjunge im gelben Dunenkleid bei der Fütterung mit Kropfmilch

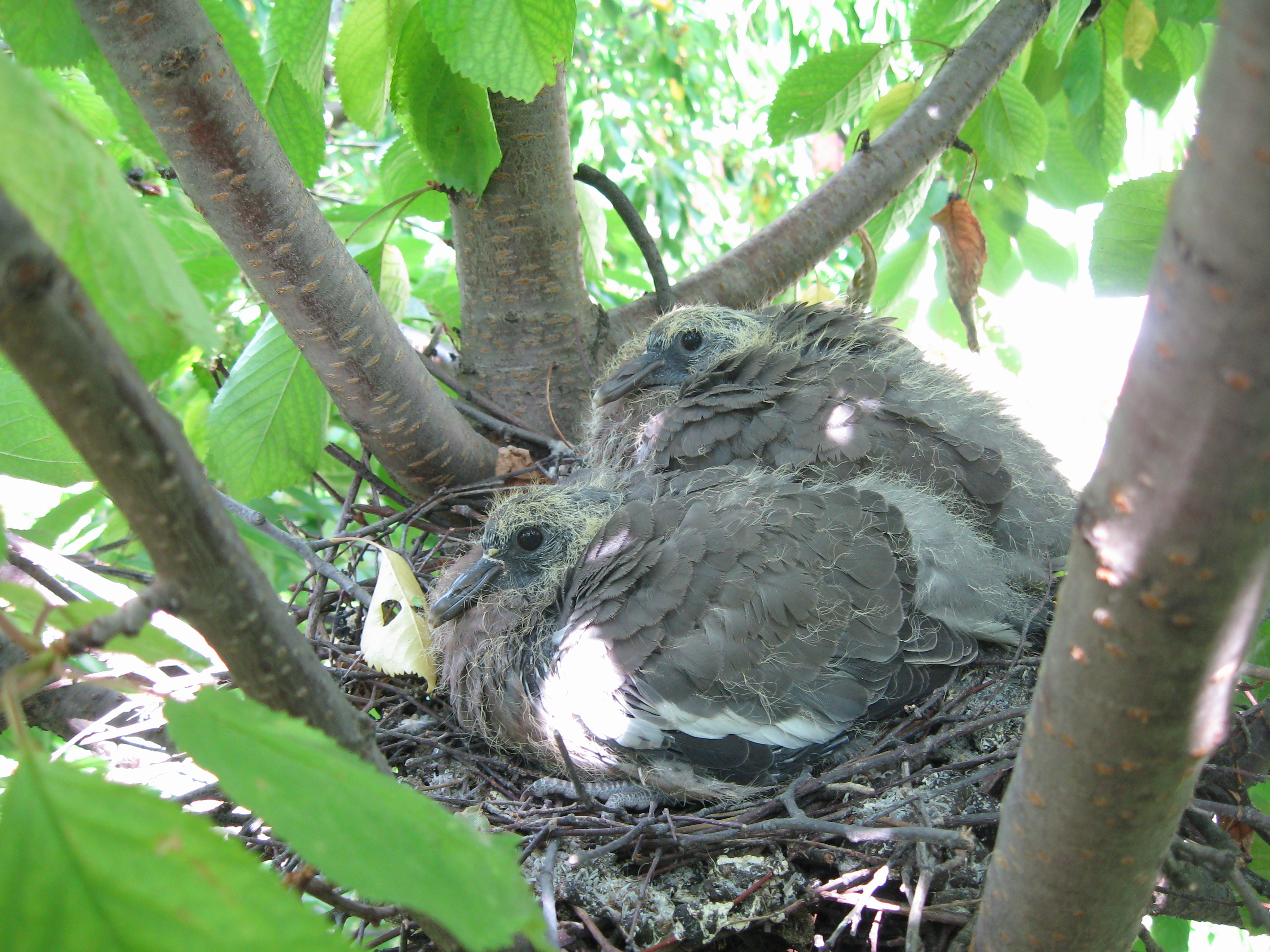
Nestjunge Ringeltauben. Besonders am Kopf sind noch die Dunen zu sehen.

Ringeltauben werden im Mai oder Juni des Jahres nach dem Jahr, in dem sie geschlüpft sind, geschlechtsreif. Die Tiere leben überwiegend in einer monogamen Saisonehe, zumindest bei nicht ziehenden Populationen kommen offenbar auch Dauerehen vor. Allerdings nur, wenn aus der vorhergegangenen Brutsaison gemeinsame Jungtiere hervorgegangen sind. Bleibt die Verbindung ohne Nachwuchs, so suchen sich 100 Prozent der Ringeltauben für das nächste Jahr einen neuen Partner. Paare, die erfolgreich gemeinsam gebrütet haben, bleiben dagegen mitunter über Jahre zusammen.
Die Reviergründung erfolgt durch die Männchen. Gegen Artgenossen wird nur die Nestumgebung als Revier verteidigt. Die Größe des Reviers ist in Abhängigkeit von der Siedlungsdichte sehr variabel; bei sehr hoher Siedlungsdichte kann das Revier nur aus dem zur Brut genutzten Baum bestehen. Die Balz beginnt im März oder April, bei städtischen Populationen jedoch oft schon im Winter. Mit dem Beginn der Eiablage geht die Balzaktivität zurück, bedingt durch die sehr lange Brutsaison sind balzende Tiere jedoch bis in den September hinein häufig zu beobachten. Die Balz umfasst neben den häufigen Rufen auch einen Balzflug des Männchens. Dabei fliegt das Männchen von einer hohen Warte 20 bis 30 m steil nach oben und klatscht dabei oft laut mehrfach mit den Flügeln. Dann gleitet es mit waagerecht gestreckten Flügeln und gespreiztem Schwanz abwärts. Dieser Balzflug wird häufig zwei- bis fünfmal wiederholt und erstreckt sich dann in einem großen Bogen durch das Revier und bei sehr kleinen Revieren auch darüber hinaus.
Das Männchen bietet Nistplätze an, die endgültige Auswahl erfolgt durch das Weibchen. Das Nest wird überwiegend auf Bäumen oder großen Sträuchern gebaut, wobei vor allem der Sichtschutz wichtig ist. Daher werden im Frühjahr und im Herbst meist Nadelbäume bevorzugt. Die Art ist bei der Wahl ihrer Brutplätze jedoch sehr anpassungsfähig; wo größere Bäume fehlen, werden die Nester auch niedrig in Hecken angelegt und wenn auch diese fehlen, brüten Ringeltauben vor allem auf Inseln auch auf dem Boden. In Städten werden die Nester auch an Gebäuden in Nischen oder auf Vorsprüngen errichtet.
Das Nest ist eine dünne Plattform mit einer mittigen Mulde und wird aus dünnen, meist unbelaubten Zweigen gebaut. Neue Nester sind oft so durchscheinend, dass die Eier von unten zu sehen sind. Meist bringt das Männchen Material zum Nestplatz, das dann vom Weibchen verbaut wird. Der Nestbau dauert meist 6–13 Tage, mitunter auch nur 2 Tage. Die Nester werden häufig wiederholt benutzt, gelegentlich werden die Nester anderer Vogelarten als Nestunterlage verwendet. Die Eiablage erfolgt in Mitteleuropa ausnahmsweise bereits Ende Februar, beginnt jedoch meist erst im April oder Mai. Zwei Jahresbruten sind häufig, drei kommen vereinzelt vor. Die letzten Gelege werden meist bis Mitte September begonnen, selten auch noch im Oktober. Das Gelege besteht fast ausschließlich aus 2 Eiern, nur selten aus nur einem Ei. Die Eier sind weiß, matt glänzend und annähernd elliptisch. Eier aus Belgien messen im Mittel 40,3 × 29,6 mm, Serien aus anderen Gebieten West- und Mitteleuropas ergaben sehr ähnliche Werte.
Die Brutzeit beträgt 16–17 Tage. Die Nestlingszeit dauert im Mittel 28–29 Tage, mit etwa 35 Tagen sind die Jungvögel voll flugfähig. Die Nestlinge werden wie bei allen Tauben mit Kropfmilch gefüttert, erhalten jedoch vom ersten Tag an auch die pflanzliche Nahrung, die die Eltern fressen. Deren Anteil wächst mit zunehmendem Nestlingsalter, Pflanzenteile machen am dritten Lebenstag der Nestlinge etwa 8 %, in der dritten Woche schon etwa 80 % der Nestlingsnahrung aus. Der Zeitpunkt der letzten Fütterung ist sehr variabel, liegt aber meist zwischen dem 26. und dem 40. Lebenstag. Bei Folgebruten füttert häufig nur noch ein Elternteil die Jungvögel.
Bei Untersuchungen in Halle und London wurden jeweils nur aus 33 % aller Brutversuche Junge flügge. Bei erfolgreichen Bruten wurden in Halle im Mittel 1,7 Jungvögel flügge, in London und bei Cambridge jeweils 1,5 Jungvögel. Der überwiegende Teil der Gelegeverluste wird von Rabenvögeln verursacht. Besonders die Gelege früher Bruten sind durch Prädatoren gefährdet, da hier die Altvögel aufgrund der noch relativ schlechten Nahrungsverfügbarkeit oft so lange auf Nahrungssuche sind, dass das Nest zeitweise unbewacht bleibt. Die Mehrzahl der Nestlingsverluste ist hingegen offenbar vor allem auf Nahrungsmangel und schlechtes Wetter zurückzuführen, hier spielt Prädation wohl eine geringere Rolle.

## Wanderungen
Ringeltauben sind je nach geografischer Verbreitung Standvögel bis Kurzstreckenzieher, die Zugneigung nimmt von Westen und Südwesten nach Nordosten zu. Britische und mediterrane Populationen sind fast ausschließlich Standvögel. Im Nordwesten Mitteleuropas (Belgien, Niederlande, Nordwestdeutschland) ziehen etwa 30 bis 55 % der Vögel. Die Ringeltauben Skandinaviens, Nordosteuropas und der Schweiz sind fast alle Zugvögel.

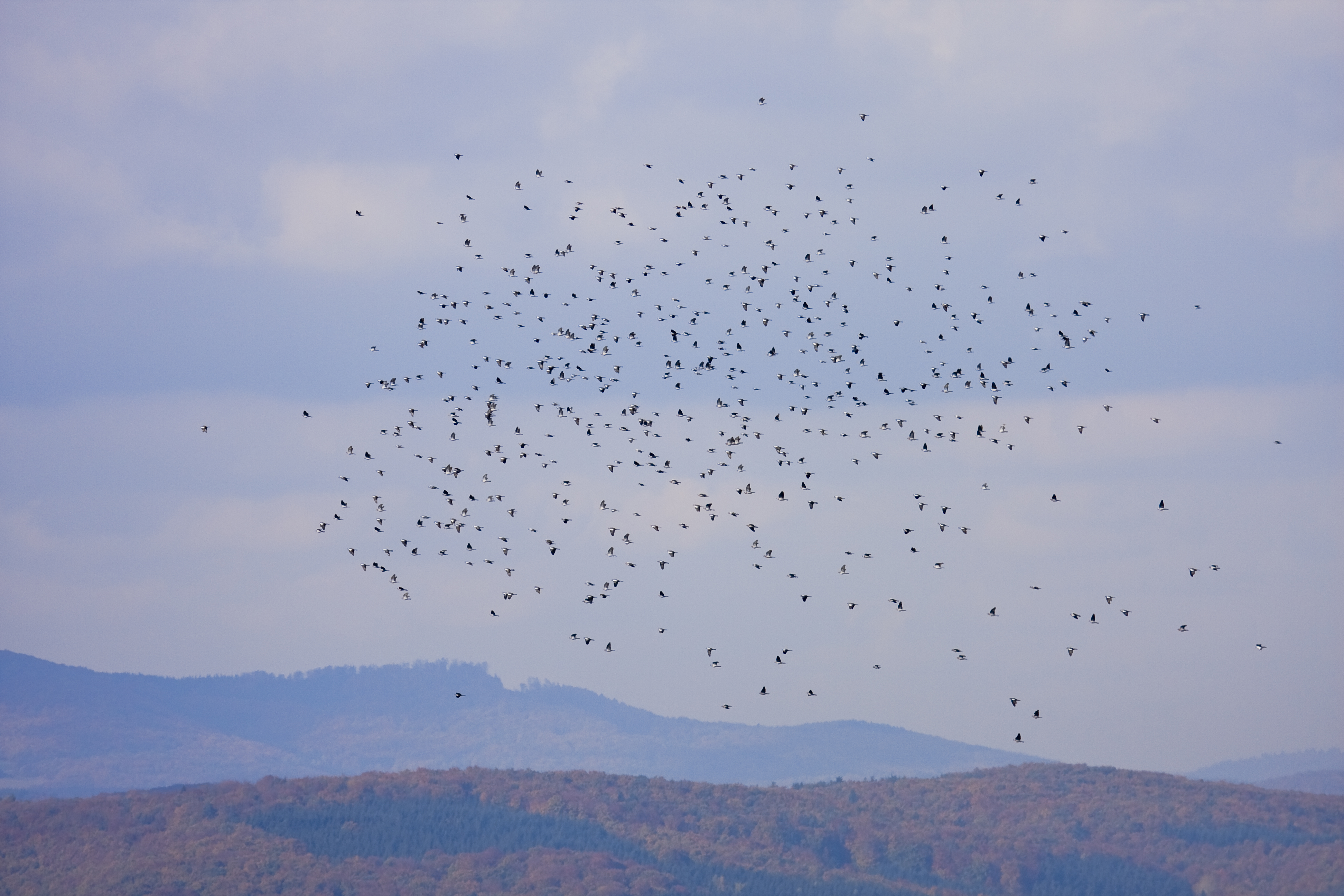
Typische ballförmige Flugformation ziehender Ringeltauben

Die Art ist Tagzieher und zieht ganztägig, in Mitteleuropa im Herbst jedoch vor allem von etwa 6:30 Uhr bis in die Mittagsstunden und bevorzugt an klaren Tagen bei leichtem Rückenwind. Die Tiere ziehen in Schwärmen. Hochgebirge und größere Meeresteile werden nur ungern überflogen, so dass an Meerengen, entlang von Küsten, über Gebirgspässen und ähnlichem starke Zugkonzentrationen auftreten. Der Abzug aus den Brutgebieten erfolgt im östlichen und nördlichen Europa ab Mitte September und dauert bis Anfang November mit einem Gipfel des Hauptweg- und Durchzuges Anfang bis Mitte Oktober.
In Falsterbo wurden im Herbst im Zeitraum 1973 bis 1990 im Mittel 203.000 Wegzügler beobachtet. Dort beginnt der Wegzug zögernd in der zweiten Septemberdekade, erreicht Mitte Oktober einen deutlichen Höhepunkt und läuft in der zweiten Novemberdekade aus. An einem Tag wurden dort maximal 124.000 wegziehende Ringeltauben beobachtet.
Europäische Vögel überwintern überwiegend im atlantisch geprägten Westeuropa sowie im Mittelmeerraum. In Europa wird der Randbereich des Überwinterungsgebietes nach Norden und Osten etwa durch die 0 °C und die 2,5 °C Januar-Isothermen begrenzt, die Größe und die Verteilung der Winterbestände schwanken hier in Abhängigkeit vom Nahrungsangebot und der Witterung erheblich.
Der Heimzug beginnt im Februar, selten bereits Ende Januar, gleichzeitig beginnt auch die Besetzung der Brutreviere. Der Zug kulminiert im März und April und läuft Anfang Mai aus. In Mitteleuropa werden die Brutreviere überwiegend Anfang bis Mitte März besetzt. Die nördlichsten Brutgebiete werden etwa Mitte April erreicht.

## Natürliche Feinde

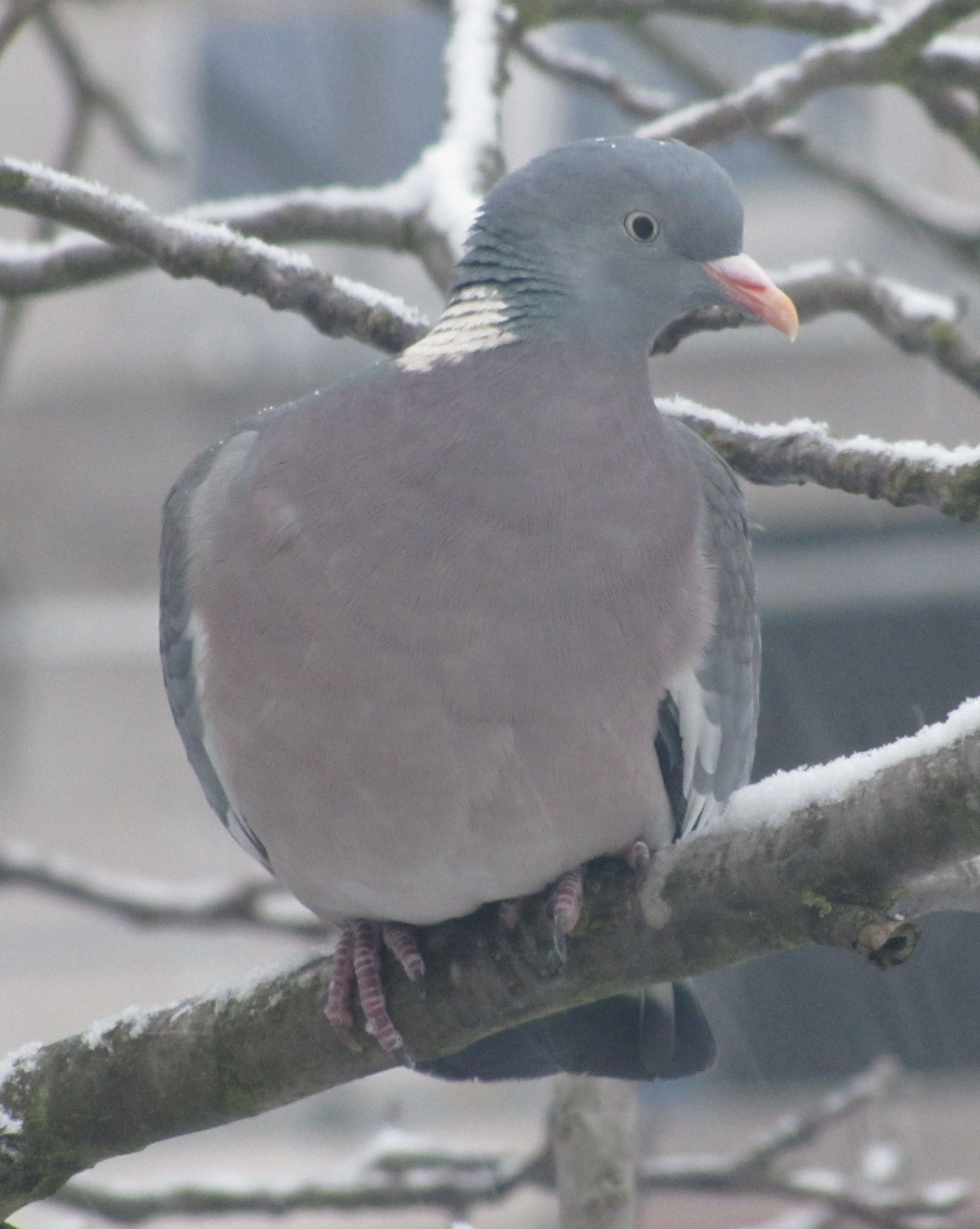
Wintergast

Hauptfeind adulter Ringeltauben ist in West- und Mitteleuropa der Habicht, in Südeuropa auch der Habichtsadler. Bei Aufsammlungen von Beuteresten des Habichts ist die Ringeltaube aufgrund ihrer weiten Verbreitung und ihrer Häufigkeit meist eine der fünf am häufigsten vertretenen Arten. Beispielsweise steht die Ringeltaube in den Habichtbeutelisten von Uttendörfer aus ganz Mitteleuropa aus der Zeit von etwa 1895 bis 1938 an vierter Stelle, bei neueren Aufsammlungen in Schleswig-Holstein mit 17,4 % aller Beutetiere an erster Stelle. Weniger häufig erbeuten andere Greifvögel wie Wanderfalke und Sperber sowie selten der Mäusebussard die Art. Unter den mitteleuropäischen Eulen frisst vor allem der Uhu regelmäßig Ringeltauben, auch beim Uhu kann die Art regional zu den Hauptbeutetieren gehören.

## Mortalität und Alter
Zum Durchschnittsalter freilebender Ringeltauben liegen keine Angaben vor. Nach unterschiedlichen Berechnungen beträgt die Mortalität im ersten Lebensjahr in Großbritannien und den Niederlanden 46 bis 70 %, jene adulter Individuen zwischen 35 und 46 %. Neben natürlichen Feinden und verschiedenen Erkrankungen können insbesondere strenge Winter regional hohe Verluste verursachen, Hauptursache für die hohe Mortalität ist in weiten Teilen Europas jedoch wohl die starke Bejagung. Die drei bisher bekannten ältesten Ringeltauben wurden in Großbritannien und der Schweiz beringt und 15 Jahre und 11 Monate, 16 Jahre und 4 Monate sowie 17 Jahre und 8 Monate alt.

## Bejagung
Die Art wird in vielen Ländern intensiv bejagt, nach Schätzungen wurden in Europa in den 1970er Jahren jährlich mindestens 4 bis 5 Mio. Ringeltauben erlegt. In Deutschland schwankte der jährliche Abschuss zwischen 1990 und 2005 zwischen 655.000 und 917.000 Tauben. Die Meldung der Abschüsse erfolgt nicht in allen Bundesländern artspezifisch, daher können teilweise auch mögliche unabsichtliche Fehlabschüsse von Hohltauben, Türkentauben und Turteltauben eingeschlossen sein, wobei die Türkentauben ebenfalls dem Jagdrecht unterliegen. Der allergrößte Teil der geschossenen Tauben sind jedoch Ringeltauben. In Deutschland dürfen die Tauben in der Zeit vom 1. November bis 20. Februar bejagt werden. Die deutsche Jagdstrecke hat in den letzten zehn Jahren um fast 50 Prozent abgenommen, wobei regional starke Unterschiede vorlagen. In einigen Bundesländern genießen Alttauben Bestandsschutz, Ausnahmen sind nur zur Schadensabwehr erlaubt. Die Strecke lag 2015/16 bei 509.700 Individuen, dem niedrigsten Stand seit zehn Jahren. Der Anteil von Nordrhein-Westfalen liegt seit 10 Jahren unverändert bei 65 Prozent der deutschen Jahresstrecke, gefolgt von Niedersachsen mit 25 Prozent. Der Gesamtanteil aller übrigen Bundesländer macht insgesamt nur 10 Prozent aus.
Die Schweizer Jagdstrecke liegt seit zehn Jahren unverändert bei etwa 1.000 Ringeltauben, die landesweit ohne Schwerpunktsetzung erlegt wurden. Die österreichische Jagdstrecke lag im Jagdjahr 2015/16 bei 15.350 Wildtauben. In einigen Bundesländern werden außer Türkentauben auch Turteltauben bejagt. Eine Differenzierung der Arten in der Jagdstatistik wird, wie in Deutschland, nicht vorgenommen, somit ist sie für eine Bestandsermittlung wertlos.

## Bestand und Gefährdung

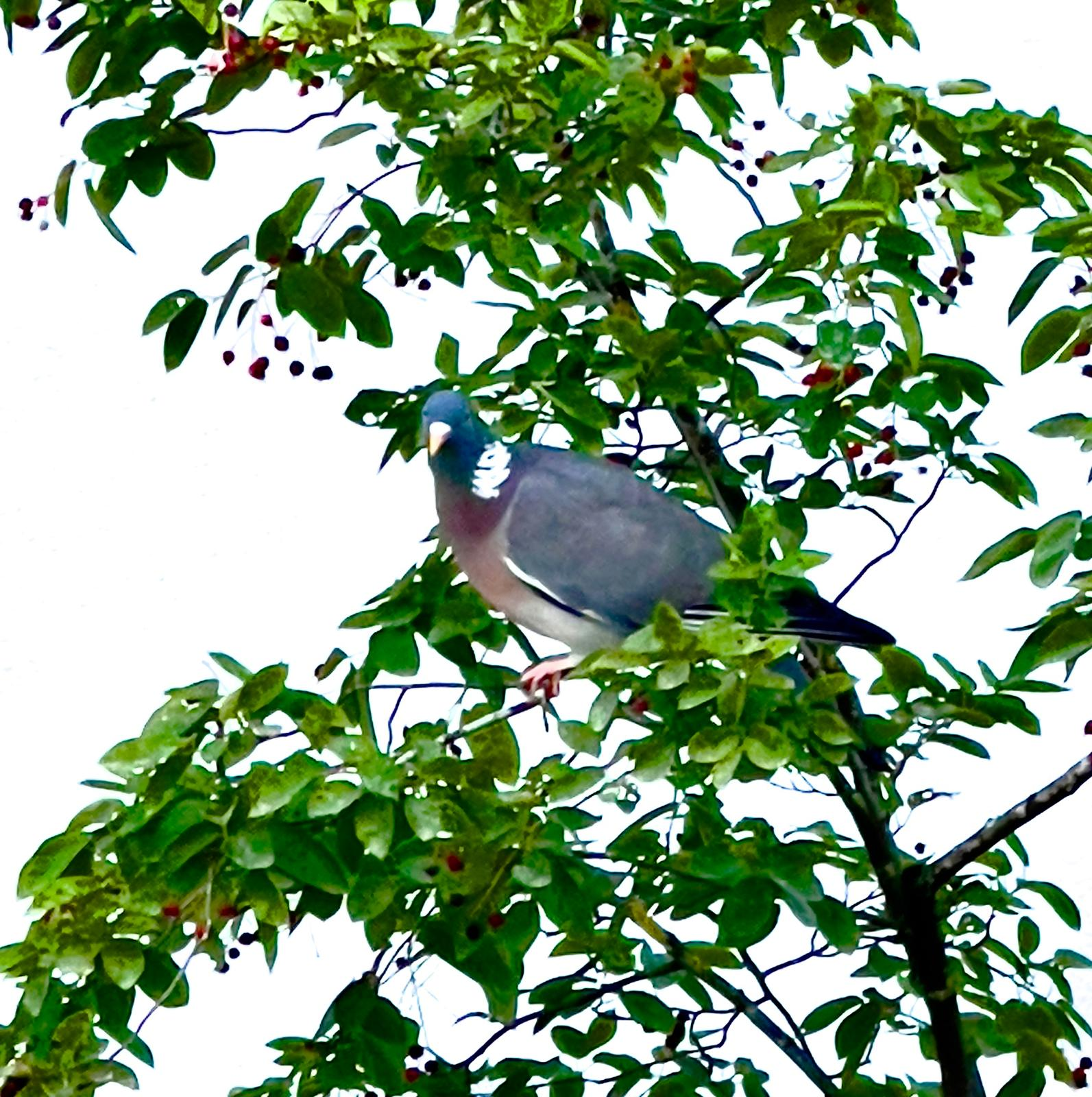
Ringeltaube in einem Baum

Die Art zählt zu den häufigsten Brutvögeln Europas. BirdLife International schätzt den Weltbestand grob auf 30 bis 70 Mio. Tiere und den europäischen Bestand auf 18 bis 34 Mio. Individuen. Der europäische Bestand war zwischen 1970 und 1990 stabil und hat zwischen 1990 und 2000 leicht zugenommen.
Der Bestand in Deutschland wurde beispielsweise für 2008 auf 2,2 bis 2,6 Mio. Paare geschätzt und die Art galt damit in diesem Jahr als elfthäufigste Brutvogelart insgesamt und als häufigste Nichtsingvogelart. Der Bestand ist hier stabil.
Die Ringeltaube ist laut der Roten Liste gefährdeter Arten der IUCN weltweit ungefährdet (Least concern).